# 杜比薩河
杜比薩河是立陶宛的河流，屬於尼曼河的右支流，河道全長131公里，流域面積1,973平方公里，河水主要來自雨水、融雪和地下水，該河有44條支流，是划舟的熱門地點。

## 外部連結
- Map of Dubysa basin （页面存档备份，存于）
- Kurtuvėnai Regional Park

55°05′N 23°26′E / 55.083°N 23.433°E